# Rudolf Helmhacker
Rudolf Helmhacker (* 1841 in Rokitzan; † 24. Mai 1915 in Prag) war ein böhmischer Geologe und Bergbauingenieur.
Helmhacker studierte an der Universität Prag und der Technischen Hochschule Prag, an der Technischen Universität Wien und an der Bergakademie in Příbram mit dem Abschluss als Bergbauingenieur 1864. Er war Ingenieur bei der Prager Eisenindustrie-Gesellschaft und ab 1865 in Rossitz. 1874 wurde er Privatdozent an der Bergakademie Leoben, an der er 1874 außerordentlicher und 1875 ordentlicher Professor für Mineralogie, Geologie und Paläontologie wurde. Ab 1881 war er als Bergbau-Ingenieur in Ostsibirien.

## Schriften
- Vergleichende Versuche über die Sprengwirkung des Dynamits gegenüber jener des gewöhnlichen Sprengpulvers beim Streckenbetriebe. 1872
- Über die geognostischen Verhältnisse und den Bergbau des Orlau-Karwiner Steinkohlenreviers in Österreichisch-Schlesien. In: Berg- und Hüttenmännisches Jahrbuch, Band. 21, 1873, S. 118
- Der Bergbau in Kšice bei Mies in Böhmen. In: Berg- und Hüttenmännisches Jahrbuch, Band. 21, 1873, S. 274
- Tafeln zur Bestimmung häufig vorkommender Mineralien. 1874
- mit J. Vála: Das Eisensteinvorkommen in der Gegend zwischen Prag und Beraun. Band II/l, 1877, S. 99
- mit Jan Krejčí: Erläuterungen zur geologischen Karte der Umgebungen von Prag, gem. mit J. Krejči. Archiv für die naturwiss. Landesdurchforschung von Böhmen, Band. IV/2, 1879.